# Питер Норт
Питер Норт (енгл. Peter North), право име Алден Браун (енгл. Alden Brown; Халифакс, 11. мај 1957) је канадски порнографски глумац, редитељ и продуцент. Један је од најпознатијих порно глумаца свих времена, са каријером која се протеже на три деценије.
Има један од највећих пениса у порно индустрији (21,6 cm дужине). Појавио се у више од 1.600 порно-филмова (од којих су неки компилације које користе раније снимљене сцене). На почетку каријере појављивао се и у геј филмовима.
Такође је познат и по савршено обликованом телу, чак и у својим педесетим, што је резултат упорног вежбања и здравог начина живота. Режирао је преко 70 филмова, најчешће из серије „Северни пол“ (енгл. North Pole) и „Анални зависници“ (енгл. Anal Addicts).
Норт је примљен у кућу славних X-Rated Critics Organization (XRCO) и Adult Video News (AVN).

## Награде
- 1990. F.O.X.E Male Fan Favorite[6]
- 1991. F.O.X.E Male Fan Favorite[6]
- 1992. F.O.X.E Male Fan Favorite[6]
- 1998. AVN Best Group Scene - Gluteus to the Maximus[7]